# 1373 هـ
1373 هـ هي سنة في التقويم الهجري امتدت مقابلةً في التقويم الميلادي بين سنتي 1953 و1954.

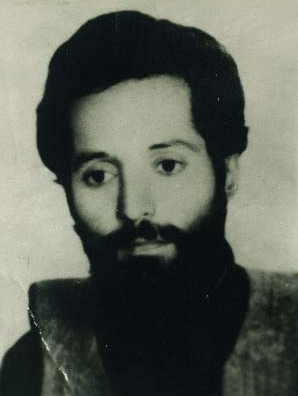
ناصر سبحاني

## مواليد
- عبد الملك بن سعود بن عبد العزيز آل سعود
- أحمد بن حسن المعلم
- بدر الغريب
- سعاد نصر
- محمد مبارك الفجي
- عبد الله حماس
- محمد العيد التيجاني
- ناصر سبحاني
- منصور دماس
- سعود بن عبد الله بن ثنيان آل سعود
- صالح العريض
- عبد الحميد الرفاعي
- عبد الرحمن المحمود
- علاء الدين المدرس
- علي عبد الله جابر
- محمد الثبيتي
- محمد عابد
- ناصر العمر
- محمود الدوسري
- شفيق الغبرا
- فاضل المالكي، عالم دين وخطيب مرجع شيعي عراقي.

## وفيات
- أحمد الرهوني
- اسكندر كرباج
- سعيد فائق عباسي
- صدر الدين الصدر
- عبد الحسين الرشتي
- قليني فهمي
- محمد حسين آل كاشف الغطاء
- محمد لطفي جمعة
- مسعود الندوي
- أحمد أمين
- سيد سليمان الندوي
- عساف الحسين المنصور العساف الثاني
- علي بن خريف
- محمد فريد وجدي
- مصطفى صبري
- 2 ربيع الأول -الملك عبدالعزيز بن عبدالرحمن آل سعود مؤسس المملكة العربية السعودية